# Lovci na misterije (televizijska emisija)
Lovci na misterije (engl. Mystery Hunters) je kanadska dokumentarna televizijska emisija usmjerena ka mlađoj publici. Tinejdžeri Araya i Christina žele otkriti postoje li vampiri, vukodlaci, vještice, NLO-i i duhovi. U tome im također pomaže i znanstvenik David Acer koji koristi najnoviju visoku tehnologiju.
Tinejdžerski voditelji Araya i Christina istražuju stvarne izvještaje o misterijama, poput duhova, legendarnih bića, čudovišta, dinosaura i NLO-a. Oni pokušavaju pronaći prihvatljiva objašnjenja za stajališta i izvještaje očevidaca koji pokreću njihovu istragu. U drugom dijelu emisije, Sumnjičavi Dave (engl. Doubting Dave), kojeg glumi znanstvenik David Acer, pokušava objasniti čudna iskustva gledatelja u segmentu V-Files, kao i načine lažiranja misterija u segmentu pod nazivom "Mystery Lab" (engl. Laboratorij misterija). 

## Radnja
Program započinje pitanjem koje uvodi dva istraživača u misterije koje će istraživati. Araya i Christina tada uvode gledatelje u misterije. Zatim slijedi "V-Files"; gdje Sumnjičavi Dave odgovara na pitanje gledatelja o fenomenu ili događaju koji je zadesio gledatelja. Dvoje istraživača zatim prelaze na detaljno istraživanje misterija, nakon čega slijedi segment "Laboratorij misterija" sa Sumnjičavim Dave-om, koji izvodi neku vrstu eksperimenta ili laboratorijske demonstracije kako bi ilustrirao točku koja se najčešće odnosi na misterije koje istražuju Araya i Christina. Konačno, Araya i Christina zaključuju svoje priče. Na kraju svake epizode, voditelji se pojavljuju zajedno u završnoj sceni, obično završavajući epizodu sloganom Lovaca na misterije: "Zapamtite, stvari nisu uvijek onakve kakvima se čine! 

## Epizode
U razdoblju između 2002. i 2009. godine, prikazano je 78 epizoda, podijeljenih u 4 sezone. 

## Voditelji
- Christina Broccolini
- Araya Mengesha
- David Acer kao Sumnjičavi Dave

## Likovi

### Sumnjičavi Dave
Sumnjičavi Dave, kojeg glumi David Acer, ima dva segmenta u svakoj epizodi, dajući više logičnih odgovora. U jednom segmentu on odgovara na pitanja koja su gledatelji emisije poslali Lovcima na misterije. U drugom, on provodi eksperiment koji ima veze s temom epizode. 

### Araya i Christina
Christina Broccolini i Araya Mengesha, dvije su istraživačice koje odlaze na različite lokacije kako bi istražile teme uključene u emisiju. U većini epizoda idu na odvojene lokacije, ali u nekim epizodama idu zajedno na isto mjesto. 

## Vanjske poveznice
- Discovery Kids Mystery Hunters site  Arhivirana inačica izvorne stranice od 27. listopada 2009. (Wayback Machine)
- Apartment 11 Productions